# David Philippaerts
David Philippaerts (Pietrasanta, 7 dicembre 1983) è un pilota motociclistico italiano, di origine belga, campione del mondo di motocross nell'anno 2008 della categoria MX1.

## Carriera
È erede di una famiglia di crossisti belgi: lo erano sia il padre che il nonno. Ha esordito a sei anni nel minicross, supportato dal campione del mondo Andrea Bartolini. Vince numerosi titoli regionali nella 125 e nel 2002 debutta nel Mondiale. Nel 2004 è 19º in classifica finale e arriva 6º nel campionato italiano.
A circa metà della stagione 2005 gli viene affidata la KTM 250 4T, il che gli consente di diventare uno dei protagonisti della categoria MX2, chiudendo al 4º posto nel campionato Mondiale con alcune vittorie; conclude l'anno con la partecipazione al Motocross delle Nazioni.
Nel 2006 con la KTM partecipa al campionato MX2, dove ottiene 4 vittorie in GP (compreso il GP d'Italia a Montevarchi) e chiude al terzo posto della classifica finale. Si riguadagna così la convocazione al Motocross delle Nazioni.
Per la stagione 2007 è stato ingaggiato dal team di Stefan Everts nella MX1, categoria in cui disputa il mondiale in sella ad una KTM SX450F terminando al 6º posto assoluto nonostante diverse sfortune tra cui l'infortunio alla spalla.
Per la stagione 2008 è stato ingaggiato dal team di Michele Rinaldi sempre in MX1 per disputare il campionato in sella alla Yamaha YZ450F ufficiale sostituendo il pilota Marc De Reuver al fianco di Joshua Coppins. Lo stesso anno diventa campione del mondo della classe regina del motocross. Nelle stagioni 2009 e 2010 combatte contro Tony Cairoli nella corsa al titolo. Nonostante le due stagioni abbiano visto il pilota vincere delle gare, con risultati altalenanti, non riesce a ripetersi.
Nel 2011, durante Gara1 della Repubblica Ceca, cade rompendosi ambedue i polsi, chiudendo così la sua stagione in nona posizione. Sfortunatamente, nel 2012, cade nuovamente durante il Gran Premio di Svezia rompendosi nuovamente i polsi, e ritirandosi dal Campionato. Dopo una breve parentesi nel Team Honda Gariboldi nella stagione MX1 2013, dal 2014 è diventato Team Manager del suo stesso Team DP19Racing, supportato ufficialmente da Yamaha. Pur avendo ufficialmente chiuso la propria carriera agonistica, non disdegna di prendere parte a qualche evento.

## Palmarès
- 2002: 45º posto Campionato del Mondo Motocross 125 cm³ (su Suzuki)
- 2002: 3º posto Campionato Europeo Motocross (su Suzuki)
- 2002: 2º posto Campionato Internazionale d'Italia Motocross 125 cm³ (su Suzuki)
- 2003: 22º posto Campionato del Mondo Motocross 125 cm³ (su KTM)
- 2003: Campione Italiano Motocross 125 cm³ (su KTM)
- 2004: 19º posto Campionato del Mondo Motocross MX2 (su KTM)
- 2004: Campione Italiano Motocross 125 cm³ (su KTM)
- 2005: 4º posto Campionato del Mondo Motocross MX2 (su KTM)
- 2005: 13º posto generale Motocross delle Nazioni (Team Italia) (su KTM)
- 2006: 3º posto Campionato del Mondo Motocross MX2 (su KTM)
- 2006: 2º posto Campionato Internazionale d'Italia Motocross MX2 (su KTM)
- 2006: 4º posto generale Motocross delle Nazioni (Team Italia) (su KTM)
- 2007: 6º posto Campionato del Mondo Motocross MX1 (su KTM)
- 2007: Campione Internazionale d'Italia Motocross MX1 (su KTM)
- 2007: 4º posto generale Motocross delle Nazioni (Team Italia) (su KTM)
- 2007: 1º posto generale Motocross delle Nazioni Europee (Team Italia) (su KTM)
- 2008: 11º posto Campionato Internazionale d'Italia Motocross MX1 (solo 1 gara disputata) (su Yamaha)
- 2008: Campione del Mondo Motocross MX1 (su Yamaha)[1][8]
- 2008: 5º posto generale Motocross delle Nazioni (Team Italia) (su Yamaha)
- 2009: 5º posto Campionato Internazionale d'Italia Motocross MX1 (solo 2 gare disputate) (su Yamaha)
- 2009: 4º posto Campionato del Mondo Motocross MX1 (su Yamaha)
- 2009: 6º posto generale Motocross delle Nazioni (Team Italia) (su Yamaha)
- 2010: 3º posto nel mondiale di motocross classe MX1 (su Yamaha)
- 2011: 9º posto nel mondiale di motocross classe MX1 (su Yamaha)
- 2012: Ritirato dal Campionato Mondiale di motocross classe MX1 causa infortunio
- 2013: 11º posto nel mondiale di motocross classe MX1 (su Honda)
- 2014: 10º posto nel mondiale di motocross classe MX1 (su Yamaha)
- 2015: 15º posto nel mondiale di motocross classe MX1 (su Yamaha)